# Лузиана
Лузиа̀на (на италиански: Lusiana; на венециански: Lusiana, Лусиана, на местен диалект Lusàan, Лузаан) е малко градче в Северна Италия, община Лузиана Конко, провинция Виченца, регион Венето. Разположено е на 752 m надморска височина.